# Социално жилище
Социално жилище е всеобхватен термин за достъпни жилища и обществени жилища.
Това е вид жилище под наем, достъпът до което се контролира от правила за настаняване, даващи предимство на хора в нужда, които имат трудности да се сдобият с жилище на общия пазар. Обикновено тези жилища се отдават със субсидиран наем от държавата / общината или от жилищни асоциации.
Социалните жилища може да бъдат:
- общодостъпни жилища – за хора с ниски доходи, притежавани и управлявани от жилищна асоциация (под контрола на местните власти);
- обществени жилища – жилища под наем за хора с ниски до средни доходи или хора със специални нужди, частично или напълно финансирани от държавата и управлявани от организации с нестопанска цел и в някои случаи от местните власти;
- жилища за незабавно настаняване – за тези, които имат проблеми, включително жени и деца, пострадали от домашно насилие;
- жилища с включени социални услуги – за инвалиди и др. 

Социалното жилище се определя още като: "Услуга, която включва минимум два компонента: Достъпен дом и комплекс от социални услуги. Този вид жилище се предоставя на нуждаещи се граждани от държавата или общините, а в някои случаи и от жилищни асоциации (такива в България все още няма). Освен покрив над главата, гражданите получават и подкрепа под различна форма, като целта на тази подкрепа е да им помогне да стъпят на краката си и да излязат от категорията на „нуждаещи се“ или „крайно нуждаещи се“. Социалното жилище се предоставя за ограничен период от време, докато това се случи." [1]
Според речника Кембридж това са къщи и апартаменти, които са притежание на местните власти или на други организации, които не формират печалба от тях, и които ги предоставят под наем на хора с ниски доходи. [2]

1. ↑  Социално жилище //    Архивиран от оригинала на 2020-06-19.
2. ↑  Социално жилище (Cambridge Dictionary)